# Lycée Henri-IV
Lycée Henri-IV là một trung tâm giáo dục của Pháp nằm ở Khu phố Latinh của Paris, thuộc quận thứ năm của Paris.
Trường được công nhận vì kết quả xuất sắc trong kỳ thi tú tài, trong cuộc thi chung và trong các kỳ thi tuyển sinh vào Grandes Ecoles, và đặc biệt hơn là trong các cuộc thi văn học (Ecoles Normales Supérieure de Paris, Lyon và Paris-Saclay, École des Chartes) . Nó được biết đến với chủ nghĩa tinh hoa và đã đào tạo ra nhiều trí thức, chính trị gia, nhà khoa học và nhân cách người Pháp.

## Sinh viên tốt nghiệp nổi tiếng
- Ian Brossat
- Emmanuel Macron